# Der Templer und die Jüdin
Der Templer und die Jüdin  (Italiano: Il templare e l'ebrea) è un'opera in tre atti di Heinrich Marschner, su libretto di Wilhelm August Wohlbrück tratto da varie fonti, a loro volta basate sul romanzo Ivanhoe di Walter Scott. È definita Große romantische Oper (grande opera romantica) nelle fonti originali.

## Storia esecutiva
La prima rappresentazione avvenne al Teatro dell'Opera di Lipsia il 22 dicembre 1829. Considerata l'opera di maggior successo del suo autore, fu rappresentata oltre 200 volte in Germania nei successivi 70 anni. Una versione riveduta, con recitativi al posto dei dialoghi recitati, andò in scena a Berlino il 3 agosto 1831 con Eduard Devrient nel ruolo di Bois-Guilbert. Approdò sulle scene londinesi, al Princess's Theatre, il 17 giugno 1840, e a New York il 29 gennaio 1872.
Molti critici considerarono l'opera eccessivamente complessa, e molto costosa da mettere in scena, tanto che ne furono preparate versioni semplificate: verso la fine del secolo Felix Mottl e Richard Kleinmichel eliminarono molti ruoli secondari - di questa versione fu pubblicata nel 1896 una riduzione per canto e pianoforte - e nel 1912 Hans Pfitzner realizzò un'ulteriore revisione, anch'essa pubblicata, che fu rappresentata a Lubecca (1912), Strasburgo (1912) e Colonia (1913). 
In tempi moderni, l'opera è stata riproposta dall'ORF (1951), dal Teatro di Bielefeld (esecuzione in forma di concerto, 1981), dal Festival di Wexford (1989), con la direzione di Albert Rosen e con la regia di Francesca Zambello, e dallo Stadttheater di Gießen (2000), direttore Stefan Malzew, regia di Guy Montavon.
Robert Schumann cita un brano di quest'opera nel finale dei suoi Studi sinfonici per pianoforte: la romanza «Du stolzes England, freue dich» (Rallegrati, fiera Inghilterra); "si tratta di un ulteriore omaggio di Schumann al suo amico inglese dedicatario dell'opera, il compositore William Sterndale Bennett".

## Personaggi, ruoli vocali, primi interpreti
| Ruolo                                                    | Tipologia vocale | Interpreti della prima rappresentazione (Direttore: Heinrich Marschner) |
| -------------------------------------------------------- | ---------------- | ----------------------------------------------------------------------- |
| Brian de Bois-Guilbert, Templare                         | baritono         | Heinrich Hammermeister                                                  |
| Frate Tuck, Eremita di Copmanhurst                       | basso            | Wilhelm Fischer                                                         |
| Cedric von Rotherwood, Cavaliere sassone                 | basso            | Wilhelm Pögner                                                          |
| Il cavaliere nero (Re Riccardo I d'Inghilterra)          | basso            | Eduard Schütz                                                           |
| Lokslei, Capo dei fuorilegge                             | baritono         |                                                                         |
| Lucas de Beaumanoir, Gran Maestro dei Cavalieri templari | basso            |                                                                         |
| Maurice de Bracy, Cavaliere normanno                     | tenore           |                                                                         |
| Rebecca, l'ebrea, figlia di Isaac di York                | soprano          | Fortunata Franchetti-Wazel                                              |
| Rowena von Hargottstandstede, Pupilla di Cedric          | soprano          | Henriette Wüst                                                          |
| Wamba, un idiota                                         | tenore           | August Wiedemann                                                        |
| Wilfried von Ivanhoe, Figlio di Cedric                   | tenore           | Ubrich                                                                  |
| Oswald, Maggiordomo di Cedric                            | basso            |                                                                         |
| Albert Malvoisin, Cavaliere normanno                     | ruoli recitati   |                                                                         |
| Conrad, Scudiero di Malvoisin                            | ruoli recitati   |                                                                         |
| Elgitha, Ancella di Rowena                               | ruoli recitati   |                                                                         |
| Isaac of York, un ebreo                                  | ruoli recitati   |                                                                         |
| Walter, un fuorilegge                                    | ruoli recitati   |                                                                         |
| Willibald, un fuorilegge                                 | ruoli recitati   |                                                                         |
| Robert, Scudiero di Bois-Guilbert                        | ruoli recitati   |                                                                         |
| Philip, Scudiero di Bois-Guilbert                        | ruoli recitati   |                                                                         |
| Herdibert                                                | ruoli recitati   |                                                                         |

## Trama
L'azione si svolge in Inghilterra alla fine del XII secolo, e fra i protagonisti ci sono Riccardo I "Cuor di Leone" e Robin Hood (qui chiamato Lokslei, cioè Locksley) con la sua banda di fuorilegge.

### Atto primo

#### Una gola selvaggia e romantica nella foresta.
Compaiono i due cavalieri normanni Bois-Guilbert e Maurice de Bracy. Entrambi annunciano che stanno combattendo per conquistare la loro amata. Bois-Guilbert è innamorato della bella ebrea Rebecca che, insieme al padre Isaac e al ferito Ivanhoe che lei ha curato con devozione, si è affidata alla protezione di Cedric di Rotherwood. Bracy, sollevato dal fatto che Bois-Guilbert non sia interessato a Rowena, la pupilla di Cedric, promette di aiutarlo a conquistarla. Cedric maledice il torneo di Ashby da cui è appena uscito poiché il figlio reietto Ivanhoe è stato il vincitore. Rowena, che ha una storia d'amore con Ivanhoe, lo rimprovera per la sua durezza. Cedric odia l'idea che Ivanhoe e Rowena si sposino, ma il giullare Wamba lo esorta a lasciare gli amanti a se stessi. Oswald si precipita a riferire che Isaac, Rebecca e Ivanhoe sono stati catturati

#### All'interno della capanna di Frate Tuck nel bosco.
Tuck offre del vino a un misterioso ospite, il Cavaliere Nero. Una banda di fuorilegge, guidata da Loksley, riconosce il Cavaliere Nero e gli chiede di aiutarlo a salvare uno sconosciuto inglese (Cedric) e sua nipote (Rowena). Quest'ultimo accetta senza ulteriori indugi.

#### Sala del castello di Bracy
Nella prigione, Rebecca prega. Bois-Guilbert si presenta e sostiene che lei è di sua proprietà perché l'ha conquistata in battaglia, ma quando i soldati sassoni attaccano il castello lei riesce a fuggire. Bois-Guilbert si precipita a unirsi alla battaglia e Rebecca fugge al capezzale del ferito Ivanhoe, che la convince a fuggire. 

#### Un cortile del castello
Nella sua ricerca di una via di fuga, Rebecca si imbatte in Bois-Guilbert. Quando lei rifiuta di fuggire con lui, la porta via. Nella battaglia, i Sassoni hanno la meglio.

### Atto secondo

#### Una radura nella foresta
La mattina dopo la battaglia, Tuck, il Cavaliere Nero e una banda di fuorilegge lodano i grandi spazi aperti in un coro di cacciatori. Ivanhoe si avvicina insieme al Cavaliere Nero, che si rivela essere il suo re, Riccardo Cuor di Leone, tornato dalle Crociate.

#### La Sala della Giustizia di Templestowe
I Templari rivendicano, sotto la presidenza di Beaumanoir, Bois-Guilbert, la vittima dei presunti poteri di stregoneria di Rebecca perseguita. Obbligata ad affrontare il giudizio di Dio, Rebecca deve nominare un coraggioso difensore per affrontare un cavaliere dei Templari. Bois-Guilbert accetta di combattere per lei.

### Atto terzo

#### Grande vestibolo del castello di Cedric
Cedric e suo figlio si sono riconciliati. Il re ascolta l'elogio di Riccardo da parte di Ivanhoe. Wamba si unisce alle lodi.

#### Un sotterraneo a Templestowe
In una fervente preghiera, Rebecca implora la liberazione dalla sua situazione disperata. Bois-Guilbert bussa alla porta e le chiede ancora una volta di amarlo. Al suo rifiuto, però, le guardie la portano via.

#### Campo da torneo
I Templari arrivano per assistere Rebecca legata. Bois-Guilbert la esorta a fuggire con lui, ma lei preferisce la morte. A questo punto Ivanhoe appare inaspettatamente come suo difensore, e il duello ha inizio. In un primo tempo Bois-Guilbert sembra prevalere, ma quando cerca di colpire Ivanhoe con un colpo secco, si accascia a terra morente, e questo viene interpretato come un giudizio di Dio. I Templari portano via il cadavere, e il popolo acclama il re.